# Забелин, Павел Петрович
Па́вел Петро́вич Забе́лин (1847—1912) — русский писатель, публицист.
Его главные труды: «Права и обязанности пресвитеров по основным законам христианской церкви и по церковно-гражданским постановлениям русской церкви» (Киев, 1884 и 1885, магистерская диссертация; 3 изд., Киев, 1899); «О символических иконах св. Софии премудрости Божией» («Руководство для сельских пастырей», 1877); «Преподобный Ефрем Сирин и его проповеди» (1874); «Божественная литургия преждеосвященных даров» (ib., 1876).